# Gainsborough Pictures
Gainsborough Pictures és una societat de producció cinematogràfica britànica.
Els estudis, amb la seu a Poole Street, Hoxton (Londres), estaven instal·lats en una antiga central elèctrica que alimentava el metro londinenc, i van estar actius de 1924 a 1951. De manera bastant curiosa, els estudis van ser anomenats "Islington Studios" i no "Hackney" que és el nom de la circumscripció en la qual es trobaven en realitat. El 2002, els estudis originals van ser enderrocats per construir pisos. Les autoritats van posar una placa commemorativa sobre l'edifici.

## Història
Gainsborough va ser fundada el 1924 per Michael Balcon i esdevé una societat germana de la Gaumont British Picture Corporation a partir de 1927, ocupant Balcon la funció de director de producció als dos estudis. Mentre que Gaumont British, situada als estudis de Lime Grove, produïa les pel·lícules anomenades «de qualitat», Gainsborough, als estudis d'Islington, fabricava sobretot pel·lícules de sèrie B i melodrames. Els dos estudis es van servir de l'experiència cinematogràfica continental, en particular l'alemanya. Així, per exemple, abans de la Segona Guerra Mundial, Alfred Hitchcock va ser animat per Balcon, que tenia vincles amb l'Ufa, d'anar a estudiar-hi i de rodar coproduccions multilingües amb la societat alemanya.En sentit invers, en els anys 1930, Conrad Veidt, Mutz Greenbaum, Alfred Junge, Elisabeth Bergner i Berthold Viertel, entre d'altres, van participar en pel·lícules produïdes pels dos estudis britànics.
Després de la sortida de Balcon a la filial britànica de la MGM, la Rank Organisation es va interessar per Gainsborough i van ser rodades pel·lícules populars com Oh, Mr Porter! (1937). El 1937, Gaumont-British, afectada per una crisi financera, va ser obligada a tancar els estudis de Lime Grove. Tota la producció, llavors, es va traslladar cap als estudis de Poole Street. Durant la Segona Guerra Mundial, es va jutjar que la imponent xemeneia que es trobava a l'indret constituïa un perill suplementari en cas de bombardejos i els estudis Gainsborough van tornar a instal·lar-se a Lime Grove fins al final del conflicte.
De 1942 a 1946, van ser produïts per la Gainsborough una sèrie de melodrames costumistes amb destinació al mercat anglès, la majoria dels quals eren adaptacions de novel·les recents escrites per autors femenins. Entre aquestes, The Man in Grey (1943), Fanny by Gaslight (1944), Madonna of the Seven Moons, (1945), The Wicked Lady (1945) i Caravan (1946). Sovint, es trobava als crèdits d'aquestes pel·lícules els mateixos actors britànics: Margaret Lockwood, James Mason, Stewart Granger i Patricia Roc. Els estudis van produir igualment comèdies i melodrames situats en aquesta època com Love Story, Time Flies (1944), amb Tommy Handley, Bees in Paradise (1944), de Val Guest i amb Arthur Askey, They Were Sisters (1945), o Easy Money (1948).
Entre les produccions que van seguir, supervisades per Betty Box, que era en aquell temps l'única productora important del cinema britànic, es pot citar Miranda (1948) i una sèrie que posava en escena la família Huggett amb Jack Warner, Kathleen Harrison i Petula Clark com a estrelles. Descontent amb les actuacions dels estudis, Rank va fer tancar les portes al començament de 1951.

## Demolició
L'indret de Lime Grove va ser utilitzat per la BBC el 1949 i utilitzat pel rodatge de programes televisats fins al seu tancament el 1991. Les instal·lacions van ser enderrocades al començament dels anys 1990 i reemplaçades per un immoble anomenat «Gaumont Terrace» i «Gainsborough Court».
Els antics estudis d'Islington, situats a Poole Street, van ser abandonats després del seu tancament el 1951 i no van ser utilitzats més que de manera esporàdica per servir de marc per a una o l'altra manifestació cultural, com dues produccions d'obres de Shakespeare per la companyia Almeida Theatre, l'abril i juliol de 2000, sota la direcció de Jonathan Kent i amb Ralph Fiennes en el paper principal, així com en ocasió d'una «temporada Hitchcock» l'octubre de 2003.
Els edificis van ser aplanats el 2002 i es van construir apartaments, dissenyats pels arquitectes Munkenbeck i Marshall, el 2004. Porten avui el nom dels antics estudis.

## Filmografia
| - 1924: Bonzo de George Ernest Studdy - 1924: The Passionate Adventure de Graham Cutts - 1925: A Typical Budget d'Adrian Brunel - 1925: So This Is Jollygood d'Adrian Brunel - 1925: The Rat de Graham Cutts - 1925: Polar Bonzo de William A. Ward - 1925: Cut It Out d'Adrian Brunel - 1925: The Blunderland of Big Game d'Adrian Brunel - 1925: Battling Bruisers d'Adrian Brunel - 1925: Die Prinzessin und der Geiger de Graham Cutts - 1925: The Pleasure Garden d'Alfred Hitchcock - 1926: The Sea Urchin de Graham Cutts - 1926: Glamis Castle de Maurice Elvey - 1926: Bodiam Castle and Eric the Slender d'A.V. Bramble - 1926: Ashridge Castle: The Monmouth Rebellion de Charles Calvert - 1926: The Mountain Eagle d'Alfred Hitchcock - 1926: The Triumph of the Rat de Graham Cutts - 1927: The Lodger d'Alfred Hitchcock - 1927: Blighty d'Adrian Brunel - 1927: The Queen Was in the Parlour de Graham Cutts - 1927: Downhill d'Alfred Hitchcock - 1927: Der Geisterzug de Géza von Bolváry - 1927: One of the Best de T. Hayes Hunter - 1928: The Constant Nymph d'Adrian Brunel - 1928: Le Passé ne meurt pas (Easy Virtue')' d'Alfred Hitchcock - 1928: The Vortex d'Adrian Brunel - 1928: The Rolling Road de Graham Cutts - 1928: Balaclava de Maurice Elvey i Milton Rosmer - 1928: South Sea Bubble de T. Hayes Hunter - 1928: The First Born de Miles Mander - 1929: The Return of the Rat de Graham Cutts - 1929: Just for a Song de Gareth Gundrey - 1929: The Crooked Billet d'Adrian Brunel - 1929: Taxi for Two de Denison Clift i Alexander Esway - 1929: The Wrecker de Géza von Bolváry - 1929: City of Play de Denison Clift - 1929: Woman to Woman de Victor Saville - 1930: A Warm Corner de Victor Saville - 1930: The Walsh Brothers (curt) - 1930: The Volga Singers (curt) - 1930: Toyland (curt) - 1930: Third Time Lucky de Walter Forde - 1930: Pete Mandell and His Rhythm Masters No. 1 (curt) - 1930: Pete Mandell and His Rhythm Masters No. 2 (curt) - 1930: Martini and His Band No. 1 (curt) - 1930: Martini and His Band No. 2 (curt) - 1930: Lewis Hardcastle's Dusky Syncopaters (curt) - 1930: Hal Swain and His Sax-O-Five (curt) - 1930: Gypsy Land d'Alexander Oumansky (curt) - 1930: George Mozart in Domestic Troubles (curt) - 1930: Ena Reiss (curt) - 1930: Elsie Percival and Ray Raymond (curt) - 1930: Dusky Melodies d'Alexander Oumansky (curt) - 1930: Dick Henderson (curt) - 1930: Classic v Jazz d'Alexander Oumansky (curt) - 1930: The Blue Boys No. 1 (curt) - 1930: The Blue Boys No. 2 (curt) - 1930: Black and White d'Alexander Oumansky (curt) - 1930: Billie Barnes (curt) - 1930: Ashes de Frank Birch (curt) - 1930: Al Fresco d'Alexander Oumansky (curt) - 1930: Journey's End de James Whale - 1930: Symphony in Two Flats de Gareth Gundrey - 1931: Who Killed Doc Robin? de W.P. Kellino - 1931: Wee Hoose Among the Heather de George Pearson (curt) - 1931: Tobermory de George Pearson (curt) | - 1931: The Stronger Sex de Gareth Gundrey - 1931: Somebody's Waiting for Me de George Pearson (curt) - 1931: She Is Ma Daisy de George Pearson (curt) - 1931: The Saftest of the Family de George Pearson (curt) - 1931: Roaming in the Gloaming de George Pearson (curt) - 1931: Nanny de George Pearson (curt) - 1931: I Love to Be a Sailor de George Pearson (curt) - 1931: I Love a Lassie de George Pearson (curt) - 1931: Hot Heir de W.P. Kellino (curt) - 1931: Bull Rushes de W.P. Kellino (curt) - 1931: The Sport of Kings de Victor Saville - 1931: The Ringer de Walter Forde - 1931: Aroma of the South Seas de W.P. Kellino (curt) - 1931: Night in Montmartre de Leslie S. Hiscott - 1931: The Man They Couldn't Arrest de T. Hayes Hunter - 1931: The Ghost Train de Walter Forde - 1931: Hindle Wakes de Victor Saville - 1931: The Calendar de T. Hayes Hunter - 1931: Michael and Mary de Victor Saville - 1931: Sunshine Susie de Victor Saville - 1932: Marry Me de Wilhelm Thiele - 1932: The Lucky Number d'Anthony Asquith - 1932: Love on Wheels de Victor Saville - 1932: Lord Babs de Walter Forde - 1932: The Frightened Lady T. Hayes Hunter - 1932: The Hound of the Baskervilles de Gareth Gundrey - 1932: White Face de T. Hayes Hunter - 1932: The Faithful Heart de Victor Saville - 1932: Jack's the Boy de Walter Forde - 1932: There Goes the Bride d'Albert de Courville - 1933: The Man from Toronto de Sinclair Hill - 1933: It's a Boy de Tim Whelan - 1933: Falling for You de Jack Hulbert i Robert Stevenson - 1933: Aunt Sally de Tim Whelan - 1933: King of the Ritz de Carmine Gallone i Herbert Smith - 1933: Friday the Thirteenth de Victor Saville - 1934: Wild Boy d'Albert de Courville - 1934: Jack Ahoy de Walter Forde - 1934: Princess Charming de Maurice Elvey - 1934: Man of Aran de Robert J. Flaherty - 1934: Soldiers of the King de Maurice Elvey - 1934: A Cup of Kindness de Tom Walls - 1934: Chu-Chin-Chow de Walter Forde - 1934: Red Ensign de Michael Powell - 1934: Jew Süss de Lothar Mendes - 1934: My Old Dutch de Sinclair Hill - 1934: The Camels Are Coming de Tim Whelan i Robert Stevenson - 1934: The Iron Duke de Victor Saville - 1935: Oh, Daddy! de Graham Cutts i Austin Melford - 1935: Foreign Affaires de Tom Walls - 1935: Fighting Stock de Tom Walls - 1935: Heat Wave de Maurice Elvey - 1935: Me and Marlborough de Victor Saville - 1935: Boys Will Be Boys de William Beaudine - 1935: The Phantom Light de Michael Powell - 1935: Stormy Weather de Tom Walls - 1936: All In de Marcel Varnel - 1936: The First Offence de Herbert Mason - 1936: Marie Tudor (Tudor Rose de Robert Stevenson - 1936: Pot Luck de Tom Walls - 1936: Where There's a Will de William Beaudine - 1936: The Man Who Changed His Mind de Robert Stevenson - 1936: Jack of All Trades de Jack Hulbert i Robert Stevenson - 1936: Windbag the Sailor de William Beaudine - 1937: Okay for Sound de Marcel Varnel - 1937: Good Morning, Boys de Marcel Varnel | - 1937: Said O'Reilly to McNab de William Beaudine - 1937: Oh, Mr Porter ! de Marcel Varnel - 1938: Old Bones of the River de Marcel Varnel - 1938: Owd Bob de Robert Stevenson - 1938: Bank Holiday de Carol Reed - 1938: Strange Boarders de Herbert Mason - 1938: Convict 99 de Marcel Varnel - 1938: Ask a Policeman de Marcel Varnel - 1938: Alf's Button Afloat de Marcel Varnel - 1938: Hey ! Hey ! USA de Marcel Varnel - 1938: Crackerjack d'Albert de Courville - 1938: The Lady Vanishes d'Alfred Hitchcock - 1939: A Girl Must Live de Carol Reed - 1939: The Frozen Limits de Marcel Varnel - 1940: Band Waggon de Marcel Varnel - 1940: For Freedom de Maurice Elvey i Castleton Knight - 1940: Charley's (Big-Hearted) Aunt de Walter Forde - 1940: Neutral Port de Marcel Varnel - 1941: Gasbags de Walter Forde i Marcel Varnel - 1941: The Ghost Train de Walter Forde - 1941: Cottage to Let d'Anthony Asquith - 1941: I Thank You de Marcel Varnel - 1941: Hi Gang ! de Marcel Varnel - 1942: Back-Room Boy de Herbert Mason - 1942: Partners in Crime de Sidney Gilliat i Frank Launder - 1942: Uncensored d'Anthony Asquith - 1942: King Arthur Was a Gentleman de Marcel Varnel - 1943: It's That Man Again de Walter Forde - 1943: We Dive at Dawn d'Anthony Asquith - 1943: Miss London Ltd. de Val Guest - 1943: The Man in Grey de Leslie Arliss - 1943: Dear Octopus de Harold French - 1943: Millions Like Us de Sidney Gilliat i Frank Launder - 1944: Victory Wedding de Jessie Matthews - 1944: L'Homme fatal (Fanny by Gaslight) d'Anthony Asquith - 1944: Bees in Paradise de Val Guest - 1944: Time Flies de Walter Forde - 1944: Give Us the Moon de Val Guest - 1944: Deux Mille Femmes (Two Thousand Women) de Frank Launder - 1944: Love Story de Leslie Arliss - 1945: Madonna of the Seven Moons d'Arthur Crabtree - 1945: Waterloo Road de Sidney Gilliat - 1945: A Place of One's Own de Bernard Knowles - 1945: They Were Sisters d'Arthur Crabtree - 1945: I'll Be Your Sweetheart de Val Guest - 1945: La dama malvada (The Wicked Lady) de Leslie Arliss - 1946: Caravan d'Arthur Crabtree - 1946: The Magic Bow de Bernard Knowles - 1947: Root of All Evil de Brock Williams - 1947: Dear Murderer d'Arthur Crabtree - 1947: Holiday Camp de Ken Annakin - 1947: Jassy de Bernard Knowles - 1947: When the Bough Breaks de Lawrence Huntington - 1948: Portrait from Life de Terence Fisher - 1948: Easy Money de Bernard Knowles - 1948: Snowbound de David MacDonald - 1948: Miranda de Ken Annakin - 1948: Broken Journey de Ken Annakin i Michael C. Chorlton - 1948: The Calendar d'Arthur Crabtree - 1948: My Brother's Keeper d'Alfred Roome - 1948: The Blind Goddess de Harold French - 1948: Quartet de Ken Annakin, Arthur Crabtree, Harold French i Ralph Smart - 1948: Here Come the Huggetts de Ken Annakin - 1949: Traveller's Joy de Ralph Thomas - 1949: The Astonished Heart d'Antony Darnborough i Terence Fisher - 1949: Vote for Huggett de Ken Annakin - 1949: It's Not Cricket de Roy Rich i Alfred Roome - 1949: A Boy, a Girl and a Bike de Ralph Smart - 1949: The Huggetts Abroad de Ken Annakin - 1949: Marry Me de Terence Fisher - 1949: Christopher Columbus de David Macdonald - 1949: Helter Skelter de Ralph Thomas - 1949: The Lost People de Muriel Box i Bernard Knowles - 1949: Diamond City de David Macdonald - 1949: Boys in Brown de Montgomery Tully - 1950: So Long at the Fair d'Anthony Darnborough i Terence Fisher - 1950: Trio de Ken Annakin i Harold French - 1987: A Hazard of Hearts (tv) de John Hough - 1989: The Lady and the Highwayman (tv) de John Hough |